# Winifred
Winifred  è un nome proprio di persona gallese e inglese femminile.

## Varianti
- Gallesi: Gwenfrewi[1], Winnifred[1]
- Inglesi: Winnifred[1]
  - Ipocoristici: Winnie[1], Freda[1]

## Origine e diffusione
Si tratta di una forma anglicizzata del nome gallese Gwenfrewi, alterata per associazione col nome maschile Winfred. Gwenfrewi è composto dai termini gwen ("bianco", "puro", "benedetto", presente anche in Ginevra, Gwenaël e Guendalina) e frewi ("riconciliazione", "pace").
Cominciò ad essere usato in Inghilterra nel XVI secolo; venne portato da una santa, patrona del Galles, il cui nome viene italianizzato in forme quali Winfreda o Vinfreda. La forma ipocoristica Winnie, prettamente femminile, venne data al noto personaggio maschile di Winnie the Pooh, ispirandosi ad un orso dello zoo di Londra chiamato Winnipeg.

## Onomastico
L'onomastico si festeggia il 2 o il 3 novembre in memoria della già citata Winfreda del Galles, martire, la più nota santa gallese.

## Persone

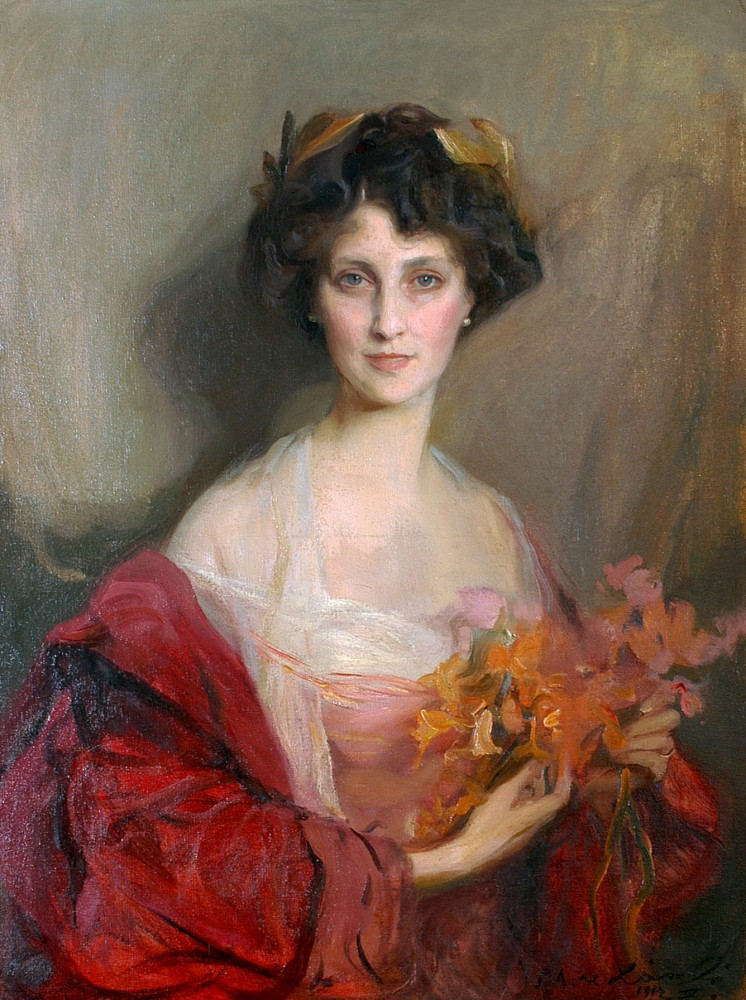
Winifred Cavendish-Bentinck, duchessa di Portland

- Winifred Atwell, pianista, compositrice e musicista britannica
- Winifred Beamish, tennista britannica
- Winifred May Birkin, amante di Edoardo VIII del Regno Unito
- Winifred Cavendish-Bentinck, duchessa di Portland, nobildonna e attivista britannica
- Winifred Greenwood, attrice statunitense
- Winifred Hardinge, nobildonna britannica
- Winifred Kimball Shaughnessy, vero nome di Natacha Rambova, danzatrice, scenografa, costumista, regista, designer, sceneggiatrice e collezionista di antichità statunitense
- Winifred McNair, tennista britannica
- Winifred Wagner, moglie di Siegfried Wagner

### Variante Winnie

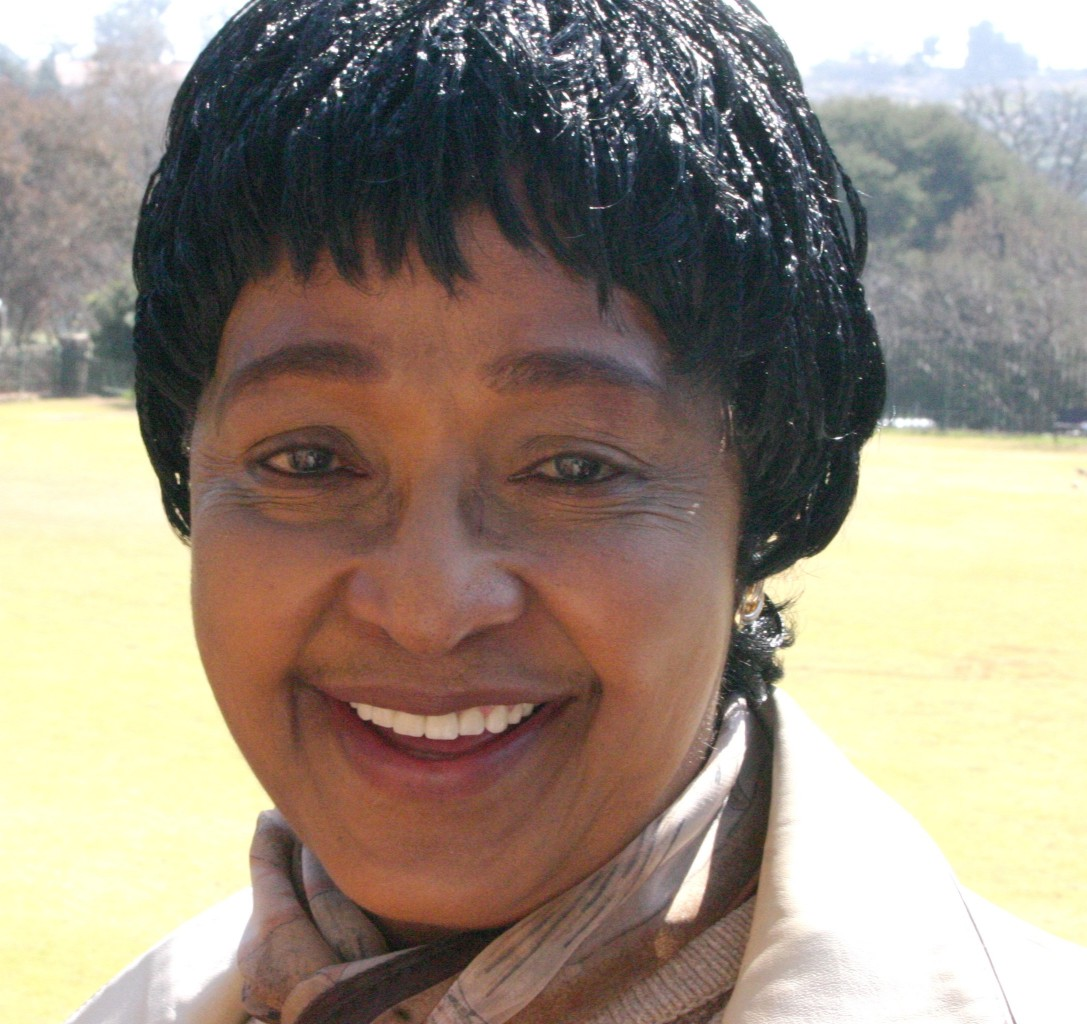
Winnie Madikizela-Mandela

- Winnie Hsin, cantante, doppiatrice e attrice teatrale taiwanese
- Winnie Lau, cantante e attrice cinese
- Winnie Madikizela-Mandela, politica sudafricana
- Winnie Shaw, tennista britannica
- Winnie van Weerdenburg, nuotatrice olandese

### Altre varianti
- Winfreda del Galles, religiosa e santa gallese
- Winnifred Quick, una fra gli ultimi sopravvissuti del naufragio del Titanic
- Winni Riva, attrice e doppiatrice italiana

## Il nome nelle arti
- Winifred Burkle è uno dei personaggi principali della serie televisiva Angel.
- Winifred "Winnie" Sanderson è un personaggio del film del 1993 Hocus Pocus, diretto da Kenny Ortega.